# Francesco Ferranti

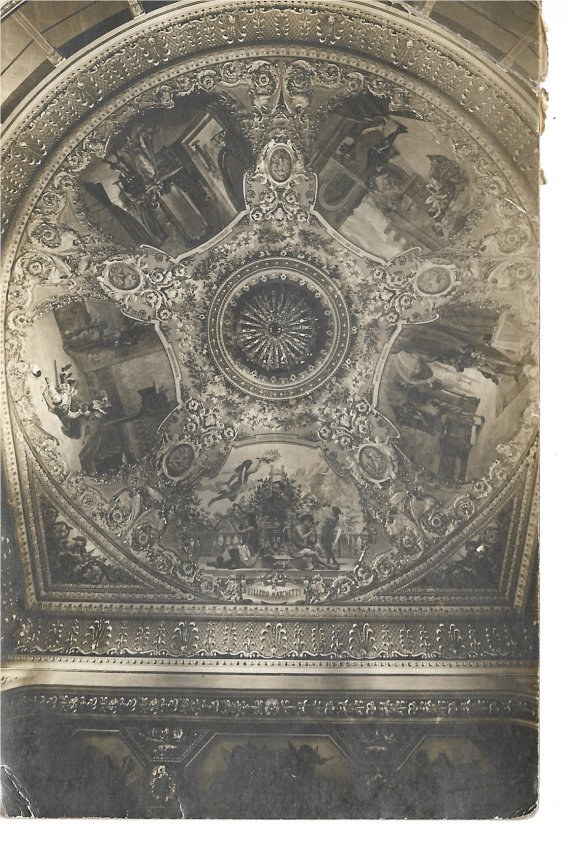
soffitto del Teatro Marchetti Camerino 1903-1904

Francesco Ferranti (Tolentino, 27 novembre 1873 – Tolentino, 9 agosto 1951) è stato un pittore italiano, apprezzato anche come restauratore.

## Biografia
Francesco nacque da Pasquale, fattore dei Conti Silverj e da Lucia Staffolani, nella casa di proprietà del padre situata in Via San Nicola n. 24 a Tolentino. La madre proveniva da una ricca famiglia di Pollenza. Nel seminario cittadino compì gli studi ginnasiali in quanto il padre aveva ipotizzato per lui la professione di prete o al più di fattore. Ma fu il Conte Aristide Gentiloni Silverj che accortosi delle capacità del ragazzo convinse il padre, suo fattore, ad avviarlo verso studi artistici e fu così che poté frequentare l'Accademia delle Belle Arti a Roma.
A Roma ebbe come compagni i Tolentinati: il chimico Luigi Francesconi, il futuro industriale Vincenzo Porcelli e lo storico Giovanni Bezzi.
Nel giugno del 1894 terminò il corso di studi presso l'Accademia e si iscrisse alla Scuola libera di nudo, diretta da Cesare Marani.
Al 1895 risalgono i suoi primi lavori a Tolentino.
Il 15 settembre 1897 si sposò con Benilde Beni e l'inverno successivo a Roma conobbe i pittori Cesare Maccari e Ludovico Seitz che lavorarono al rinnovo della decorazione del Santuario Mariano a Loreto. Il Seitz peraltro aveva legami di parentela con il tolentinate Ettore Croce. In tal modo stabilì i contatti che lo rapportarono al movimento pittorico che ebbe quale fulcro germinativo l'impresa del rinnovamento pittorico lauretano maturata negli anni posti a cavallo tra Ottocento e Novecento. 
Da questo punto fino al 1935 innumerevoli furono i suoi lavori. 
Nel 1900 riportò alla luce gli affreschi trecenteschi nascosti da intonaci nella Chiesa di San Francesco a Tolentino. 
Nel 1903-1904 decorò il soffitto del Teatro Filippo Marchetti di Camerino rappresentando quattro scene del Ruy Blas e l'Apoteosi del musicista.
Nel 1935 lavorò nel Presbiterio del Santuario di San Nicola dipingendo i quattro Profeti e l'affresco della Visione del Purgatorio, ma anche restaurando gli affreschi della Visione di Ezechiele eseguita da Luigi Fontana.
Nel 1946 fu eletto presidente della ricostituita Accademia Filelfica di Tolentino e dal 1937 (anno della morte del Conte Aristide Gentiloni che prima di lui aveva rivestito la carica) e fino al 6 marzo 1950 fu Ispettore Onorario per le Antichità e i Monumenti per il comuni di Tolentino, Belforte del Chienti e Camporotondo sul Fiastrone.

## Opere
- Cappella di Nostra Signora, 1895, Assunta nel soffitto e sei medaglioni con i Santi alle pareti, Tolentino(MC), Chiesa dei Cappuccini.
- Cappella Rutiloni, 1895, Tolentino(MC), Cimitero.
- Decorazioni degli interni, 1895, Tolentino(MC), Castello Silverj.
- Sacro Cuore, 1895, Tolentino (MC), Chiesa di Sant'Angelo.
- Apparizione della Madonna, Cappella del Carmine 1898, Tolentino (MC), Cattedrale di San Catervo.
- Due Profeti, Cappella del Carmine 1898, Tolentino (MC), Cattedrale di San Catervo.
- Santa Teresa, Cappella del Carmine 1898, Tolentino (MC), Cattedrale di San Catervo.
- San Giovanni della Croce, Cappella del Carmine 1898, Tolentino (MC), Cattedrale di San Catervo.
- Medaglioni dei Papi, Cappella del Carmine 1898, Tolentino (MC), Cattedrale di San Catervo.
- Sacra Famiglia, 1899-1900, Città della Pieve, Monastero di Monte Calvario.
- Apoteosi del musicista, 1903-1904, Soffitto del Teatro Filippo Marchetti di Camerino.
- Gloria dell'eucaristia, gli angeli e i quattro profeti dell'eucaristia, 1904-1905 del Sacramento, Tolentino (MC), Santuario di San Nicola.
- Apoteosi di san Nicola, 1906, Amandola, Santuario del Beato Antonio.
- Madonna della Consolazione con i SS: Agostino e Monica, 1906, Amandola, Santuario del Beato Antonio.
- Decorazione 1906, Caldarola (MC), Chiesa dei Santi Pietro e Biagio.
- 'Decorazione del salone Vittorio Emanuele II, 1907-1908, Camerino (MC),
- Angeli, 1907-1908, Camerino (MC), Chiesa di Santa Maria in Via.
- Apoteosi di San Giuseppe, 1911-1913, San Severino Marche (MC), Chiesa di San Giuseppe.
- Decorazione della Cappella del Sacramento 1911, Tolentino (MC), Chiesa di San Francesco
- Decorazione 1911, Tolentino (MC), Santuario di Santa Maria Nuova.
- Decorazione 1914-15, Tolentino (MC), Cattedrale di San Catervo.
- Assunta affresco nella cupola 1914-15, Tolentino (MC), Cattedrale di San Catervo.
- Apostoli affresco nell'abside 1914-15, Tolentino (MC), Cattedrale di San Catervo.
- Crocifissione affresco nell'abside 1914-15, Tolentino (MC), Cattedrale di San Catervo.
- Assunzione della Vergine affresco nell'abside 1914-15, Macerata, Chiesa di Santa Maria della Porta.
- La civiltà latina e il progresso soffitto 1914-15, Macerata, Filarmonica.
- Decorazione 1914-15, Macerata, Palazzo Canestrari.
- Angeli, Affreschi della cupola della chiesa di Santa Maria di Tolentino, 1916
- Ultima Cena, Cappella del Sacramento, 1919-24, San Severino Marche (MC), Cattedrale.
- Crocifissione, Cappella del Sacramento, 1919-24, San Severino Marche (MC), Cattedrale.
- Angeli, Cappella del Sacramento, 1919-24, San Severino Marche (MC), Cattedrale.
- Monumento ai Caduti, Cappella del Sacramento, 1924, San Severino Marche (MC).
- Visione del Purgatorio, Presbiterio 1935, Tolentino (MC), Santuario di San Nicola.